# Bucentaur
Bucentaur (wł: Il Bucintoro) – galera dożów weneckich, którą corocznie (aż do 1798), w dzień święta Wniebowstąpienia Pańskiego wypływano na wody Morza Adriatyckiego w celu celebracji uroczystości zaślubin Wenecji z morzem.
Pochodzenie nazwy statku nie jest jednoznacznie potwierdzone. Może ona pochodzić od włoskiego buzo d'oro - czyli galera ze złota lub też z łacińskiego ducentorum - czyli jednostka obsługiwana przez 200 osobową załogę. 
Badacze uważają, że zostały wybudowane cztery takie statki. Pierwszy powstał w 1311 roku. Ostatni, najbardziej okazały, swój dziewiczy rejs odbył w 1729 za panowania doży Alvisego III Sebastiana Mocenigo. Zdarzenie to zostało uwiecznione na obrazach Canaletta oraz Francesca Guardiego, z których wynika że miał on 35 m długości i ponad 8 m wysokości. jednostka poruszała się napędzana wiosłami 168 galerników, wspomaganych przez 40 marynarzy. Statek został zniszczony w 1798 z rozkazu Napoleona, co miało być symbolem ostatecznego podboju Wenecji, a liczne ozdoby i wyposażenie zostały rozgrabione przez francuskich oficerów i żołnierzy.
Ostatniego "Bucentaura" widział w 1786 r. Johann W. Goethe i w następujący sposób pisał o nim w swoim dzienniku z podróży po Włoszech pod datą 5 października:
```
 
Gdybym miał jednym słowem wyrazić, czym jest "Bucentaur", powiedziałbym, że jest to cud-galera. Dawny "Bucentaur", którego podobizny się zachowały, jeszcze bardziej zasługuje na to określenie niż obecny, chociaż ten oślepia przepychem i każe zapomnieć o oryginale. (...) Trudno mówić o tym statku, że jest przeładowany ornamentami, bo cały jest jednym ornamentem, pozłacanym dziełem snycerskim przydatnym tylko do tego, by być ozdobą, prawdziwą monstrancją, w której pokazuje się ludowi jego władców w całej należnej im świetności
[
1
]
.
```